# Like & Peace!
「Like & Peace!」（ライク・アンド・ピース）は、Dream5の4枚目のシングル。2011年7月20日にavex traxから発売された。

## 解説
- 表題曲「Like & Peace!」は、テレビ東京系アニメ『たまごっち!』のオープニング・テーマ。
- 収録曲の「オープンセサミ」はテレビ東京系『たけしのニッポンのミカタ!』の7月度エンディング・テーマ。
- ミュージック・ビデオにはFISHBOYやエイベックス・ダンスマスター受講生から選抜された「Dream5ダンサーズ」が出演している。このMV撮影の模様は、7月5日放送の日本テレビ系列『スター☆ドラフト会議』で取り上げられた。

## 収録曲
CD
1. Like & Peace! [3:38]
作詞：Leonn、作曲：y@suo ohtani、編曲：日比野裕史
2. 恋の大予言 [2:42]
作詞：阿久悠、作曲：井上忠夫、編曲：守尾崇
3. オープンセサミ [3:54]
作詞：BOUNCEBACK、作曲・編曲：渡辺徹
4. Like & Peace! アニメVer. [1:37]
5. Like & Peace!（Instrumental) [3:35]
6. 恋の大予言（Instrumental）[2:41]
7. オープンセサミ（Instrumental）[3:44]

DVD
1. Like & Peace!（Music Video）
2. Like & Peace!（振りビデオ）
3. 恋の大予言（振りビデオ）
4. オープンセサミ（振りビデオ）
5. お楽しみおまけ映像